# 石井幸一
石井 幸一（いしい こういち、1939年1月26日 - ）は日本のテレビプロデューサー。

## 経歴
1957年に東宝撮影所に入社。1968年に東宝本社のテレビ部に移籍。東宝映画の管理職の後、テレビ部に戻る。

## 代表作

### TV
- 1971年 - 「レモンの天使」
- 1972年 - 「赤い靴」
- 1973年 - 「サインはV」
- 1973年 - 「ジキルとハイド」
- 1976年 - 「俺たちの朝」
- 1978年 - 「大追跡」
- 1979年 - 「俺たちは天使だ!」
- 1980年 - 「鬼平犯科帳」

### 映画
- 1965年 - 「日本一のゴマすり男」（製作係）
- 1966年 - 「クレージー大作戦」（製作係）
- 1987年 - 「「さよなら」の女たち」[1]
- 1989年 - 「マイフェニックス」[1]
- 1989年 - 「あ・うん」[1]
- 1989年 - 「ゴジラVSビオランテ」